# Snow Queen Trophy
Die Snow Queen Trophy (kroatisch Snježna kraljica) ist ein in der Nähe der kroatischen Hauptstadt Zagreb ausgetragenes Skirennen. Zum ersten Mal fand dieser zum alpinen Skiweltcup zählende Slalom der Damen im Januar 2005 statt. Seit 2008 gibt es auf derselben Skipiste auch einen jährlichen Weltcupslalom der Herren, der wenige Tage nach jenem der Damen durchgeführt wird.
Schauplatz der Snow Queen Trophy ist das Wintersportgebiet auf dem Gebirgszug Medvednica (deutsch „Bärenberg“), unterhalb des 1.032 Meter hohen Gipfels Sljeme. Der ursprüngliche Name des Rennens lautete Goldener Bär (kroatisch zlatni medvjed). Nach dem Rücktritt der in Zagreb geborenen vierfachen Olympiasiegerin Janica Kostelić wurde die Veranstaltung ihr zu Ehren in Snow Queen Trophy umbenannt. Auch die Slaloms der Herren tragen diese Bezeichnung. Die Sieger werden mit einer Krone aus Kristall gekrönt, in die die Namen der bisherigen Gewinner eingraviert sind. Das Preisgeld für die Siegerin bzw. den Sieger beträgt 60.000 Euro, insgesamt werden jeweils 135.000 Euro ausgeschüttet. Damit ist die Snow Queen Trophy das höchstdotierte Weltcuprennen bei den Damen. Für die Herren gibt es nur beim Hahnenkammrennen in Kitzbühel höhere Gewinne.
Die Slaloms am Sljeme werden teilweise unter Flutlicht ausgetragen und locken jedes Jahr zwischen 15.000 und 20.000 Zuschauer an. 2014 und 2016 konnten wegen Schneemangels keine Rennen ausgetragen werden. Erfolgreichste Athletin (einschließlich der Rennen 2022) bei dem Damen ist die Amerikanerin Mikaela Shiffrin, die 5 Siege und zwei 2. Plätze erreichen konnte. Ihr am nächsten kommt die die Österreicherin Marlies Schild mit 4 Siegen, einem 2. Platz und einem 3. Platz. Bei den Herren feierte der Österreicher Marcel Hirscher 5 Siege (keine weiteren Podestplatzierungen), gefolgt vom Schweden André Myhrer und dem Italiener Manfred Mölgg, die jeweils einen Sieg und einen 2. Platz erreichen konnten.

## Damen

### Podestplatzierungen
| Datum      | 1. Platz          | 2. Platz              | 3. Platz              |
| ---------- | ----------------- | --------------------- | --------------------- |
| 20.01.2005 | Tanja Poutiainen  | Kristina Koznick      | Marlies Schild        |
| 05.01.2006 | Marlies Schild    | Kathrin Zettel        | Janica Kostelić       |
| 04.01.2007 | Marlies Schild    | Ana Jelušić           | Šárka Záhrobská       |
| 15.02.2008 | Tanja Poutiainen  | Marlies Schild        | Veronika Zuzulová     |
| 04.01.2009 | Maria Riesch      | Nicole Gius           | Šárka Záhrobská       |
| 03.01.2010 | Sandrine Aubert   | Kathrin Zettel        | Susanne Riesch        |
| 04.01.2011 | Marlies Schild    | Maria Riesch          | Manuela Mölgg         |
| 03.01.2012 | Marlies Schild    | Tina Maze             | Michaela Kirchgasser  |
| 04.01.2013 | Mikaela Shiffrin  | Frida Hansdotter      | Erin Mielzynski       |
| 04.01.2015 | Mikaela Shiffrin  | Kathrin Zettel        | Nina Løseth           |
| 03.01.2017 | Veronika Zuzulová | Petra Vlhová          | Šárka Záhrobská       |
| 03.01.2018 | Mikaela Shiffrin  | Wendy Holdener        | Frida Hansdotter      |
| 05.01.2019 | Mikaela Shiffrin  | Petra Vlhová          | Wendy Holdener        |
| 04.01.2020 | Petra Vlhová      | Mikaela Shiffrin      | Katharina Liensberger |
| 03.01.2021 | Petra Vlhová      | Katharina Liensberger | Michelle Gisin        |
| 04.01.2022 | Petra Vlhová      | Mikaela Shiffrin      | Katharina Liensberger |
| 04.01.2023 | Mikaela Shiffrin  | Petra Vlhová          | Anna Swenn-Larsson    |

### Siegerinnenliste 2005–2022
|   | Name              | Siegerin | Zweite | Dritte |
| - | ----------------- | -------- | ------ | ------ |
| 1 | Mikaela Shiffrin  | 5        | 2      | 0      |
| 2 | Marlies Schild    | 4        | 1      | 1      |
| 3 | Petra Vlhová      | 3        | 3      | 0      |
| 4 | Tanja Poutiainen  | 2        | 0      | 0      |
| 5 | Maria Riesch      | 1        | 1      | 0      |
| 6 | Veronika Zuzulová | 1        | 0      | 1      |
| 7 | Sandrine Aubert   | 1        | 0      | 0      |

## Herren

### Podestplatzierungen
| Datum      | 1. Platz             | 2. Platz          | 3. Platz               |
| ---------- | -------------------- | ----------------- | ---------------------- |
| 17.02.2008 | Mario Matt           | Ivica Kostelić    | Reinfried Herbst       |
| 06.01.2009 | Jean-Baptiste Grange | Ivica Kostelić    | Giuliano Razzoli       |
| 06.01.2010 | Giuliano Razzoli     | Manfred Mölgg     | Julien Lizeroux        |
| 06.01.2011 | André Myhrer         | Ivica Kostelić    | Mattias Hargin         |
| 05.01.2012 | Marcel Hirscher      | Felix Neureuther  | Ivica Kostelić         |
| 06.01.2013 | Marcel Hirscher      | André Myhrer      | Mario Matt             |
| 06.01.2015 | Marcel Hirscher      | Felix Neureuther  | Sebastian Foss Solevåg |
| 05.01.2017 | Manfred Mölgg        | Felix Neureuther  | Henrik Kristoffersen   |
| 04.01.2018 | Marcel Hirscher      | Michael Matt      | Henrik Kristoffersen   |
| 06.01.2019 | Marcel Hirscher      | Alexis Pinturault | Manuel Feller          |
| 05.01.2020 | Clément Noël         | Ramon Zenhäusern  | Alex Vinatzer          |
| 06.01.2021 | Linus Straßer        | Manuel Feller     | Marco Schwarz          |

### Siegerliste 2008–2021
|   | Name                 | Sieger | Zweiter | Dritter |
| - | -------------------- | ------ | ------- | ------- |
| 1 | Marcel Hirscher      | 5      | 0       | 0       |
| 2 | Manfred Mölgg        | 1      | 1       | 0       |
| 2 | André Myhrer         | 1      | 1       | 0       |
| 4 | Mario Matt           | 1      | 0       | 1       |
| 4 | Giuliano Razzoli     | 1      | 0       | 1       |
| 6 | Jean-Baptiste Grange | 1      | 0       | 0       |
| 6 | Clément Noël         | 1      | 0       | 0       |
| 6 | Linus Straßer        | 1      | 0       | 0       |